# بالاجو (درونة)
بالاجو (بالفارسية: بالاجو) هي قرية تقع في إيران في قسم درونة الريفي. يقدر عدد سكانها بـ 14 نسمة بحسب إحصاء 2016.